# Chasmina cirrus
Chasmina cirrus är en fjärilsart som beskrevs av Felder 1874. Chasmina cirrus ingår i släktet Chasmina och familjen nattflyn. Inga underarter finns listade i Catalogue of Life.